# Éditions Beauchesne
Pour les articles homonymes, voir Beauchesne.
Les Éditions Beauchesne sont une maison d'édition parisienne, dirigée par Jean-Étienne Mittelmann, spécialisée dans l'histoire, les religions, la spiritualité et la philosophie. Elles ont été fondées en 1901 et furent l'un des principaux éditeurs de la Compagnie de Jésus, qui y publia, entre autres, le Dictionnaire de spiritualité. Le siège se trouve 7, Cité du Cardinal-Lemoine à Paris.

## Histoire des éditions Beauchesne
En 1901, Gabriel Beauchesne (?-1943), qui fut pendant dix ans collaborateur de la Librairie Victor Lecoffre, reprend la Librairie Delhomme et Briguet fondée à Lyon en 1851 et créé sa propre maison. Les éditions Beauchesne s’installent alors à Paris, 117, rue de Rennes, dans le sixième arrondissement. La maison est l’une des premières à éditer des ouvrages de théologie positive et des études sur l’histoire des religions. En 1914, Gabriel Beauchesne s'associe avec son frère Étienne. En 1924, il adjoint un atelier de reliure à sa maison d'édition. En 1928, les deux fils de Gabriel, Henry et André, viennent travailler à ses côtés. En 1927, Gabriel Beauchesne se rapproche de la Compagnie de Jésus et édite quelques-uns de ses plus illustres membres : Léonce de Grandmaison, Joseph de Tonquédec, etc. Il met également en chantier le monumental Dictionnaire de spiritualité. De 1932 à 1935, il préside le Cercle de la Librairie. À sa mort, le 30 avril 1943, c’est son fils et collaborateur, Henry Beauchesne, qui prend la direction de la maison.
Henry-Gabriel Beauchesne (?-1967) poursuit l’œuvre de son père en spécialisant sa maison dans les sciences humaines et les sciences religieuses. En octobre 1953, l’éditrice Monique Cadic devient son assistante. Lorsque Henry Beauchesne meurt, le 8 septembre 1967, c’est elle qui lui succède à la tête des éditions Beauchesne. Elle y poursuit et renforce plusieurs collections : « Théologie historique » sous la direction de Jean Daniélou, « Archives de philosophie », et en crée de nouvelles : « Politiques et croyants », « Scientifiques et croyants », etc. Elle lance également deux importants chantiers : l'édition de La Bible de tous les temps en huit tomes et celle du Dictionnaire du monde religieux dans la France contemporaine. Monique Cadic meurt à Paris le 23 avril 1998.
En plus de se consacrer à la publication de livres, Beauchesne est également l'éditeur de différentes revues. Citons la revue internationale de théologie Concilium, publiée depuis 1965 - date de sa fondation par le Père Marie-Dominique Chenu O.P., le P. Yves Congar O.P., Hans Kung, Karl Rahner S.J. et Edward Schillebeeckx O.P. - et jusqu’en 2002 par les éditions Beauchesne. La revue Les Quatre Fleuves, fondée par Henri-Irénée Marrou et Marie-Joseph Rondeau et dont le premier numéro paraît en 1973 aux éditions du Seuil, est accueillie en 1978 par les éditions Beauchesne.